# Grace Meng
Grace Meng (chinois : 孟昭文), née le 1er octobre 1975 dans le Queens, est une avocate et femme politique américaine, élue démocrate de l'État de New York à la Chambre des représentants des États-Unis depuis 2013.

## Biographie
Grace Meng est née dans le Queens. Elle étudie à l'université du Michigan et à l'université Yeshiva dont elle sort diplômée en 2002. À l'issue de ses études, elle devient avocate.
Elle est siège à l'Assemblée de l'État de New York à partir de 2009. Elle est élue dans le quartier de Flushing, dans un district (le 22e) autrefois détenu par son père. 
En 2012, elle se présente à la Chambre des représentants des États-Unis dans le 6e district de New York, un district majoritairement démocrate du Queens. Soutenue par le représentant sortant Gary Ackerman, elle remporte la primaire démocrate avec plus de 50 % des suffrages en battant son collègue à l'Assemblée Rory Lancman et la conseillère municipale Elizabeth Crowley,. Elle est élue représentante avec 67,9 % des voix face au républicain Daniel Halloran. Elle devient la première asio-américaine à représenter l'État de New York au Congrès,.
Elle est réélue en 2014 sans opposant républicain, avec 98,9 % des suffrages.

### Vie privée
En juin 2005, Grace Meng épouse son petit-ami du lycée Wayne Kye, dentiste de profession,. Elle est sino-américaine (d'origine taïwanaise) et lui est coréano-américain. Ils ont ensemble deux enfants.